# ثاليا (علم الأساطير)

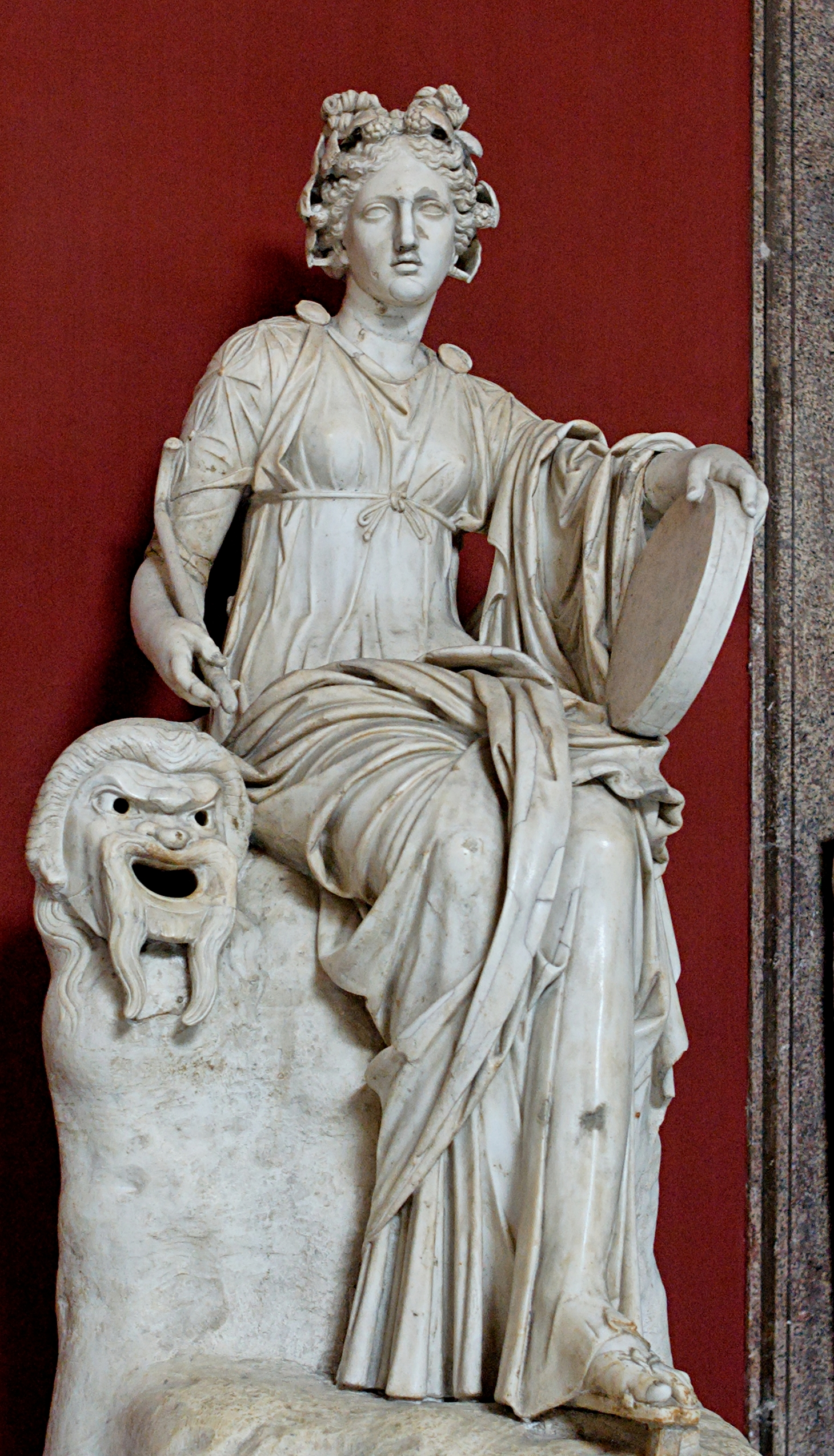
ثاليا تحمل قناعاً كوميدياً.

ثاليا (باليونانية: Θάλεια بمعنى «احتفال مترف» أو «تفتح الأزهار» أو «الازدهار») بحسب الأساطير الإغريقية القديمة، هي إحدى الملهمات التسع، والتي عنيت بالكوميديا والأشعار الريفية. هي ابنة زيوس ونيموسيني، والثامنة في ترتيب أخواتها، صورت في الفنون على هيثة امرأة تحمل قناع كوميدي، عصا راعي، أو إكليل من اللبلاب.
أنجبت ثاليا الكوريبانات من أبولو، وهن مجموعة من إلهات البرية اللاتي حمين الرقص الكوربيني.

## التسمية
مسميات أخرى: طالي